# Поместные церкви (организация)
Поместные церкви — христианская группа, появившаяся в Китае в 1920-х годах и получила распространение по всему миру. Основной организационный принцип поместных церквей заключается в том, что в каждом городе должна быть только одна христианская церковь, этот принцип был впервые сформулирован Вочманом Ни в описании семи церквей в Азии в 1926 году в Откровении 1:11. Церковь не имеет международного признанного названия, иногда их называют «Маленькой паствой», в России же называют «Церковь Восстановления».
Церкви идентифицирующие себя как «поместные церкви», можно найти по всему миру, точных статистических данных о членстве нет, отчасти потому, что наибольшее количество членов находится в Китае. По оценкам, число членов по всему миру варьируется от пятисот тысяч до двух миллионов человек.

## История

### Происхождение
Развитие поместных церквей можно проследить до обращения Вочмана Ни в Фучжоу, Китай. Ни начал встречаться с небольшой группой верующих за пределами конфессий в 1922 году. В раннем возрасте Ни посвятил свою жизнь христианскому служению и после переезда в Шанхай в 1927 году начал публиковать свои работы о христианской вере и церковной практике.
Ни взял учения Плимутских братьев, в частности Джона Нельсона Дарби,  в том числе отказ от использования имени, множественное старейшинство, отказ от различия между духовенством и мирянами и поклонение, сосредоточенное вокруг Вечери Господней. С 1930 по 1935 год существовало международное общение между ним и филиалом Христианской Церковью Братьев, связанным с Джеймсом Тейлором-старшим. Группа Тейлора «Церковь Братьев» рассматривала церкви в Китае как параллельное дело Бога. Однако Ни и другие китайские лидеры не согласились с запретом праздновать Вечерю Господню с христианами вне их собственных собраний. Ситуация достигла апогея, когда лидеры «Церковью Братьев» обнаружили, что Ни преломлял хлеб с христианами, не принадлежащими к Братству, в том числе с Т. Остином-Спарксом в Лондоне и Торнтоном Стернсом в Хартфорде, во время визита в Соединенное Королевство и Северную Америку в 1933 году. После серии писем, которыми обменялись лидеры Нью-Йорка, Лондона и Шанхая в течение двухлетнего периода, 31 августа 1935 года «Церковь Братьев» в Лондоне написали в Шанхай письмо о прекращении своего сотрудничества.
Основополагающие работы Ни, излагающие его взгляд на поместные церкви — «Жизнь ассамблей» и «О наших миссиях» — были написаны на фоне его опыта общения с «Церковью Братьев». Ни верил, что в каждом городе должна быть только одна церковь, что христиане должны собираться вместе просто как верующие, живущие в одном городе, независимо от различий в доктрине или практике. Ни считал, что это устранит разногласия между христианами и обеспечит самую широкую основу, на которой смогут встречаться все верующие. И Ни, и Уитнесс Ли подчеркивали упоминания в Новом Завете церквей по названию города (например, в Деяниях христиане в Иерусалиме упоминаются как «церковь, которая была в Иерусалиме» (NKJV), а также в других стихах с той же условностью, включая 1 Коринфянам 1:2; Откровение 2:1, 8, 12, 18; 3:1, 7 и 14). Поскольку Ни и Ли учили, что в каждом городе должна быть только одна церковь и что этот город находится в пределах юрисдикции церкви, члены поместных церквей обычно называют свои общины «церковью в (название города)». По мнению Ни, это означает, что «церковь в своей местности должна быть инклюзивной, а не исключительной», то есть она «должна включать всех детей Божьих во всем спектре христианской веры и практики». 
Хотя Ни возглавил поместные церкви в Китае, именно через одного из его сотрудников — Уитнесса Ли — поместные церкви распространились по всему миру. Эти двое впервые встретились в родном городе Ли Яньтай в 1932 году. Два года спустя Ли переехал в Шанхай, чтобы работать с ним и редактировать его публикации. В последующие годы Ни опубликовал множество работ и регулярно проводил конференции и тренинги для церковных служащих. Ни, Ли и другие верующие основали более семисот поместных церквей по всему Китаю до того, как Коммунистическая революция привела к созданию Китайской Народной Республики в 1949 году. Ближе к концу революции Ни отправил Уитнесса Ли на Тайвань, чтобы убедиться, что их работа выдержит политические потрясения. 

#### События после 1949 года
Изгнание иностранных (протестантских) вероучений, начавшееся в Китае в 1951 году после вступления Китая в Корейскую войну, было направлено на отдаление христианских групп в Китае от иностранного влияния, включая изгнание всех иностранных миссионеров. Однако, побочным эффектом роспуска миссионерских церквей стал «впечатляющий рост числа членов» в поместных церквях. Ни, который управлял семейной фармацевтической компанией, был заключен в тюрьму в 1952 году во время кампании «Пять против» и умер в трудовом лагере 20 лет спустя. Тем временем, поместная церковь на Тайване, возглавляемая Уитнессом Ли, выросла до более чем двадцати тысяч членов в шестидесяти пяти церквях. Уитнесс Ли посетил Соединенные Штаты в 1958 году и переехал туда в 1962 году, поселившись сначала в Лос-Анджелесе. Сегодня в Соединенных Штатах насчитывается 250 поместных церквей, насчитывающих около 30 000 членов, и поместные церкви можно найти на всех шести обитаемых континентах.

## Церковные собрания
Поместные церкви практикуют «включенность» на своих собраниях, основываясь на таких библейских стихах, как 1 Коринфянам 14:26. Участники поют гимны, дают краткие комментарии или молятся по своему желанию. Это так-же практикуется на «пророчественных собраниях», на которых участники, друг за другом говорят то, что они изучили на предыдущей неделе из Библии, книг Вочмана Ни и Уитнесса Ли, а также периодического издания «Святое слово для утреннего оживления», опубликованного издательством Служение Живого Потока.